# Égide-Charles Bouvier
Pour les articles homonymes, voir Égide (homonymie).
Égide-Charles Bouvier, né le 8 juin 1872 à Saint-Gilles, est un homme politique belge. 
Il était lieutenant-colonel retraité lorsque, à l'âge de 59 ans, il fut attiré par la politique communale. Il habitait alors avenue des Volontaires. 
E. Bouvier fut nommé échevin de l'État civil, le 1er janvier 1933. Son mandat courut jusque fin 1938, mais il donna sa démission comme conseiller communal et donc d'échevin, le 21 mai 1938, à l'approche de nouvelles élections. Il est supposé que des malentendus surgirent à cette époque au sein de son parti libéral.
Lorsque le collège lui proposa le 2 juin 1938 de donner son nom à une voie publique en reconnaissance des services rendus, il émit un refus catégorique en lui écrivant une lettre pleine d'amertume. 
Malgré cela, bien après sa mort, une rue fut nommé d'après lui en 1958.